# Kasteel van der Meye
Het Kasteel van der Meye (ook: Kasteel de Meije of Myburcht) was een mottekasteel in het Nederlandse dorp De Meije, provincie Zuid-Holland. Op de voormalige kasteellocatie staat de boerderij Meijehoeve.

## Geschiedenis
Rond het jaar 1100 werd het mottekasteel gebouwd langs het riviertje de Meije. Deze motte maakte deel uit van een versterkte linie aan de noordzijde van de Meije, samen met de Suadenburcht te Zwammerdam en de versterking Were Ten Bossche. De Meije was namelijk de grens tussen het graafschap Holland en het Sticht Utrecht en de burchten maakten deel uit van de grafelijke verdedigingslinie.
De motte ontwikkelde zich tot een voorname hoeve die het stamhuis werd van de lokale familie Van der Mye. Deze familie was al in de 13e eeuw actief in Nieuwkoop. Zij werd mogelijk reeds in 1330 beleend met de hoeve en het bijbehorende land van 100 morgen groot, de zogenaamde Honderdmorgenpolder. Dit gebied vormde een heerlijkheid waar de familie Van der Mye het bestuur regelde.
In een akte uit 1428 was er sprake van een huis en een boerderij. Dit is tevens de eerste schriftelijke vermelding waarin het huis wordt genoemd.
De Hollandse graven en hun opvolgers beleenden de familie Van der Mye eeuwenlang met de heerlijkheid De Meije en de hoeve, tot aan het overlijden van jonkvrouw Clara van der Mye in 1624. Vanaf 1628 kwam het leengoed in handen van de familie Van der Duyn. In 1696 volgde de familie De Jonge van Ellemeet hen op. In dat jaar werd 'de heerlijkheid de Meije' omschreven als een riddermatige hofstad met drie woningen en ruim 100 morgen aan land.
In 1795 kwam er een einde aan het feodale stelsel en werd de heerlijkheid opgeheven. In 1814 werd de Meijehoeve nog omschreven als een riddermatige hofstede; toen stond er een boerderij met zomerhuis.

## Beschrijving
Het is onbekend hoe de motte en diens opvolgers er uit hebben gezien.
In de gevel van de huidige boerderij is een gevelsteen aangebracht met het jaartal 1629 en de mededeling dat het hier om het stamhuis ging van het uitgestorven geslacht Van der Mye. Waarschijnlijk heeft Nicolaas van der Duijn tot Sanen deze steen laten maken nadat Clara van der Mye, de laatste eigenaresse uit het geslacht Van der Mye, in 1624 was overleden.
Grachtrestanten zijn nog te herkennen in de sloten rondom de boerderij.
Abbenbroek · Abspoel · Adegeest · Slot Alkemade ·  Altena · Arkelsburg · Bellesteyn · Huis ten Berghe · Binckhorst · Binnenhof · Blijdestein · Te Blotinghe · Boekenburg · Boekhorst · Boshuysen · Bulgersteyn · Burcht (Leiden) · Burcht (Voorne) · Slot Capelle · Coebel · Cranenburg · Crayestein · Cronesteyn · Crooswijk · Develstein · 't Huys Dever · Dirks Steenhuis · Ter Does · Duivenstein · Duivenvoorde · Endegeest · Endepoel · Foreest · Giessenburg · Gravensteen · Groot Haesebroek · 's Heeraartsberg · Hof van Wateringen · Holy · Slot Honingen · Kasteel van de Heren van Arkel · Kasteel van Gouda · Keenenburg · Kasteel Keukenhof · Klein Poelgeest · Huis te Langerak · Langestein · Huis te Liesveld · Ter Lips · De Loo · Madeburcht · Marenburch · Meerburg · Huis te Merwede · Huis ter Mey · Kasteel van der Meye · Niemandsvriend · Noordeloos · Oud-Berendrecht · Oud-Poelgeest · Oud Teylingen · Paddenpoel · Persijn · Groot Poelgeest · Hof van Putten · Puttensteyn · Landgoed De Raephorst · Kasteel Ravesteyn · Kasteel van Rhoon · Rijnegom · Rijnenburg · Huis te Riviere · Rodenburg · Hofstad Rodenrijs · Rodenrijs · Rosenburgh · Huis Roucoop · Santhorst · Schelluinderberg · Schonenburg · Kasteel van Schoonhoven · Souburgh · Spangen · Starrenburg · Huis ter Specke · Steenvoorde · Stenevelt · Slot Teylingen · Den Toll · Torenvliet · Slot Valckesteyn · Huis ter Waard · Warmont · Ter Weer · Hof van Wena · Kasteel Westerbeek · Huis te Woude · Kasteel van IJsselmonde · 't Zand · Huis Zevender · Kasteel aan de Zevender · Zijlhof · Zonneveld · Huis Zuidwijk · Zwieten